# 哈密市
哈密市（維吾爾語：قۇمۇل شەھىرى‎，拉丁维文：Qumul Shehiri）是中华人民共和国新疆維吾爾自治區下辖的地级市，位于新疆东部。市境西北接昌吉州，西南达吐鲁番市，南界巴音郭楞州，东南邻甘肃省酒泉市。地处天山山脉东缘，巴里坤山、喀尔里克山横亘中部，将市境分为南北两部。天山南麓为哈密盆地和戈壁，间有绿洲；北麓为广阔的草原。河流均为季节性小河，湖泊多为盐湖。全市总面积137,222平方公里，人口61.67万，其中漢族占70%，維吾爾族占18%，哈薩克族占9%，回族占3%。市政府驻伊州区建国南路19号。當地以盛產哈密瓜聞名，《新疆回部志》云：「自康熙初，哈密投誠，此瓜始入貢，謂之哈密瓜。」

## 历史

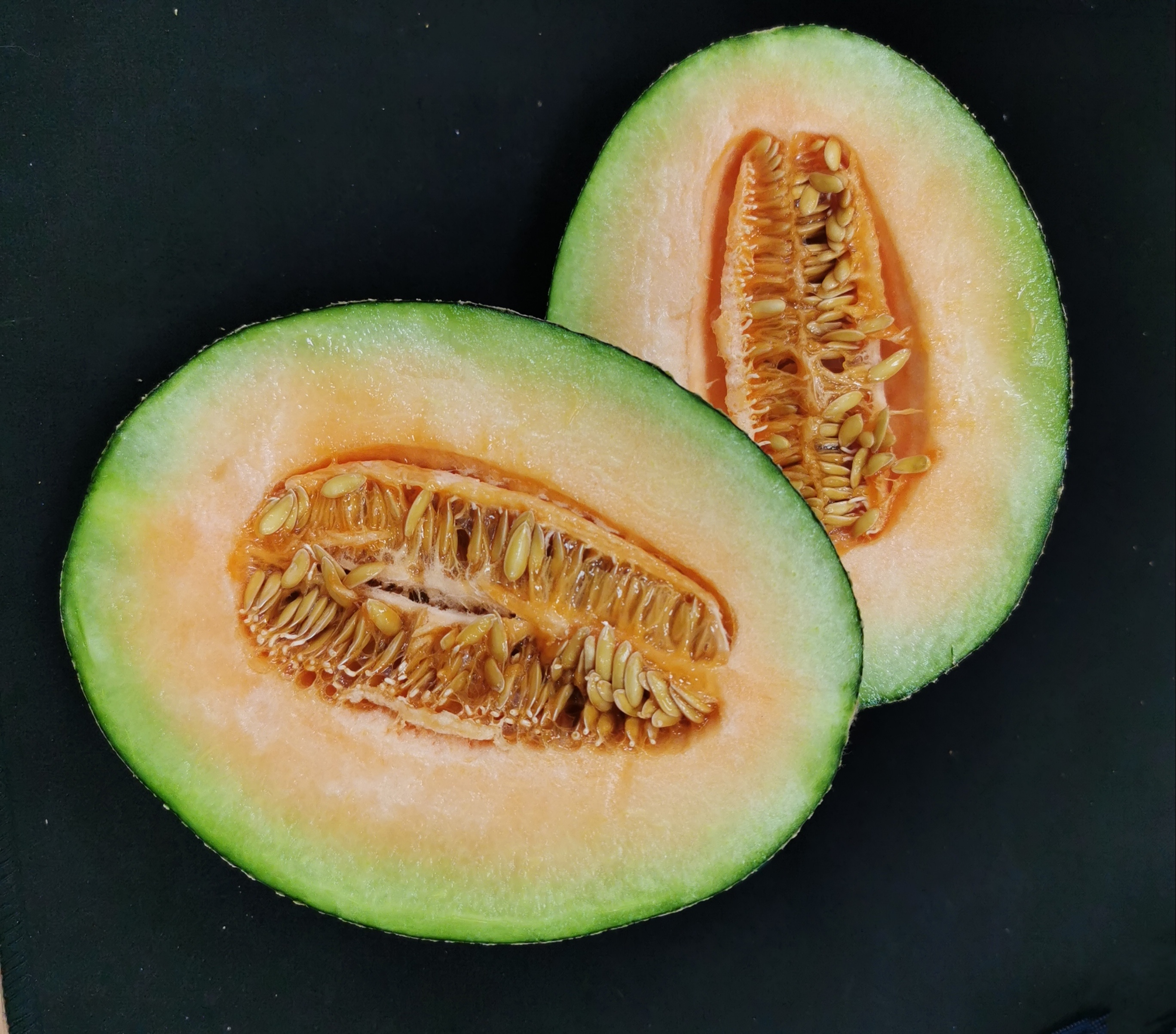
新疆哈密瓜

距今7000年的新石器時代的三道嶺遺址、七角井遺址發現大量磨製石器，今境古稱昆吾，漢代南為伊吾盧，北為蒲類。西漢神爵二年（前60年）設西域都護府，東漢永平十六年（73年）置宜禾都尉，建初六年（81年）置伊吾司馬。三國魏在哈密置宜禾都尉，東晉咸和二年（327年）前涼張駿攻取伊吾，將伊吾劃歸敦煌郡，委派參軍索孚為伊吾都尉。後西涼殘部唐契、唐和兄弟二人和外甥李寶率餘部，從武威逃來伊吾，稱伊吾王。北魏太安二年（456年），敦煌鎮將尉眷率兵攻占伊吾，北魏太和十二年（488年），置伊吾郡。
隋大業四年（608年），煬帝派裴炬和薛世雄率軍屯駐伊吾。在伊吾城東另建一座新城，號新伊吾。隋大業六年（610年）置伊吾郡，並在伊吾城之東北設柔遠鎮。唐貞觀四年（630年）置西伊州，轄伊吾（今哈密）、柔遠（今沁城）、納職（今四堡）三縣。貞觀六年（632年）改稱伊州。貞觀二十二年（648年）蒲類隸安西都護府。景龍元年（707年）蒲類屬伊州管轄。景龍四年（710年），設伊吾軍，駐地在伊州西北之甘露川（今巴里坤河）。天寶元年（742年）改為伊吾郡，乾元元年（758年）復稱伊州，隸隴右道。廣德二年（764），伊吾被吐蕃占領。大中五年（851年），沙州人張義潮收復伊州，隸屬於歸義軍。後西遷的回鶻以伊州、西州和北庭為據點建立了高昌回鶻，1124年，伊州、蒲類歸屬西遼。蒙古人在元朝征服了這個地區，元代稱伊州為哈密力，稱蒲類為巴爾庫勒，隸甘肅行省。元朝的統治崩潰後，肅王兀納失里控制了哈密，並於明洪武十三年（1380年）開始接受明朝的保護，封哈密國王。永樂四年（1406年）三月，明朝置哈密衛，以以周安為忠順王長史，劉行為紀善。正德八年（1513年），哈密被吐魯番汗國吞併。
清康熙三十七年（1698年），派員到哈密按蒙古王公例編制旗隊，劃為鑲紅旗。康熙五十四年（1715年）改巴爾庫勒為巴里坤。康熙五十六年（1717年），修哈密回城，號鎮遠城。雍正五年（1727年）修哈密漢城。雍正七年（1729年）至九年（1731年），修巴里坤漢城。清雍正九年（1731年），清廷移安西州同知駐巴里坤，隸屬甘肅布政使。乾隆二十四年（1759年）置哈密廳，設理事通判，隸甘肅布政使司。乾隆二十五年（1760年），在哈密設辦事大臣，巴里坤設領隊大臣。乾隆三十七年（1772年），修巴里坤滿城，號會寧城。乾隆三十八年（1773年），設鎮西府和巴里坤道，鎮西府下轄宜禾、奇台兩縣，府治宜禾，屬甘肅省和烏魯木齊都統共同管轄。乾隆四十一年（1776年）巴里坤道移駐迪化，改稱鎮迪道。咸豐三年（1853年）改鎮西府為鎮西直隸廳，隸屬鎮迪道。咸豐五年（1885年），鎮西府改鎮西直隸廳。宜禾縣入廳治，奇台縣劃歸迪化。同治八年（1869年），修哈密新城。光緒七年（1881年）八月十六日，哈密廳由安西道劃歸鎮迪道。光緒十年（1884年）設新疆省，置哈密直隸廳。
哈密札薩克和碩親王，通常被稱為哈密回王。他是清代時期的維吾爾族世襲貴族，統治著新疆哈密地區。即使在中華民國成立後，他的權威依然保持不變。然而，在清末民初，哈密地區多次爆發了反對哈密回王的抗爭運動，其中包括塔蘭奇在1907年和1912年兩次發起的反叛。
民國二年（1913年），哈密地區經歷了行政改革，將哈密府更名為哈密縣，同時劃歸迪化府。鎮西府也被改名為鎮西縣。然後在1930年，新疆省主席金樹仁下令取消哈密王制，實施土地改革政策。不久之後，哈密爆發了大規模的哈密暴動，其中包括和加尼牙孜等人的起義，這也成為馬仲英進入新疆的直接原因。
民國二十三年（1934），哈密行政區成立，轄區包括哈密縣、鎮西縣以及七角井設治局，成為新疆省的第九行政區。行政長公署設在哈密縣，首任行政長是劉應麟。
民國二十四年（1935），省府決定將哈密縣的吐葫蘆、下馬崖、鹽池、前山、葦子峽以及淖毛湖劃歸伊吾，形成伊吾設治局。至此，哈密行政區的轄區包括兩個縣和兩個設治局。
最後，在民國三十二年（1943），伊吾設治局升格為伊吾縣，同年五月，哈密行政長公署改制為行政督察專員公署，負責協調地區內的行政事務。
- 1950年，設哈密專區行政督察專員公署，駐哈密縣，轄哈密、鎮西、伊吾三縣和七角井中心區。
- 1954年1月4日，鎮西縣改稱巴里坤縣。9月30日，巴里坤縣改稱巴里坤哈薩克自治區。撤銷七角井中心區，改設七角井鎮（鄉級鎮），歸哈密縣領導。
- 1955年，巴里坤哈薩克自治區改稱巴里坤哈薩克自治縣。哈密專區轄2縣1個自治縣。
- 1961年，以哈密縣城鎮為基礎，包括火車頭、鐵龍、鋼鐵、先行、紅旗等5個城鎮公社和火箭農場在內，成立哈密市，由哈密專署領導，直至1962年撤銷，併入哈密縣。
- 1970年，哈密專區改稱哈密地區，地區行署駐哈密縣，轄哈密、伊吾兩縣和巴里坤哈薩克自治縣。
- 1971年，原由自治區直轄的鄯善縣劃入哈密地區，直至1975年劃歸吐魯番地區。
- 1977年，國務院決定成立哈密市（縣級市）。哈密地區轄1市（哈密）、2縣（哈密、伊吾）、1自治縣（巴里坤）。
- 1979年，哈密地區革命委員會改為哈密地區行政公署，哈密地區轄1市2縣1自治縣，共有2鎮、3區、22個人民公社和17個國營農牧場、22個居民委員會、三道嶺礦區行政委員會（縣級）。哈密地區行署駐縣級哈密市。
- 1983年9月9日，哈密縣併入哈密市。
- 2016年1月7日，哈密地區撤地區設地級市，原縣級哈密市改為市轄伊州區[6][7]。哈密火车站（已拆除重建） - panoramio

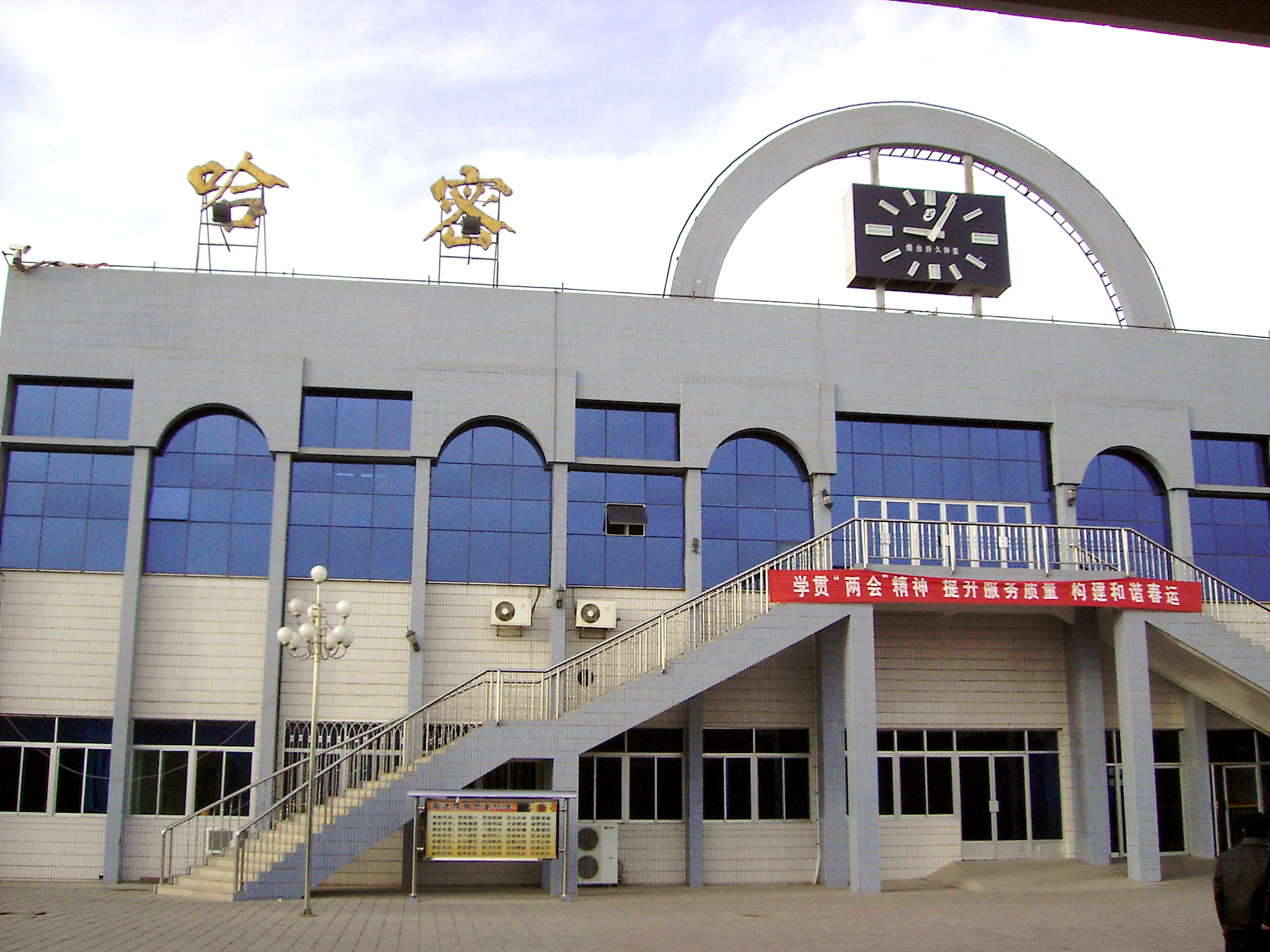
哈密火车站（已拆除重建） - panoramio

## 地理
哈密市位于新疆维吾尔自治区最东端，地跨東天山南北，东与甘肃省酒泉市为邻；南接巴音郭楞蒙古自治州；西与昌吉回族自治州、吐鲁番市毗邻。天山山脉以北是森林和草原，山南的哈密盆地是冲积绿洲。高山占总面积的4.5%，沙漠占总面积的1.5%，平原戈壁占总面积的27.9%，丘陵占总面积的65.5%，水面占总面积的0.1%，农业耕地占总面积的0.5%。
哈密市属典型的温带大陆性干旱气候，年平均溫度10.3°C，1月平均溫度-9.8°C，7月平均溫度的26.8°C，晝夜溫度變化通常很大，全年平均約為15°C，极端最高气温43°C，极端最低气温-32°C，年降水量33.8毫米，年蒸发量3300毫米，无霜期182天。空气干燥，大气透明度好，年均日照3358小时，每月日照率12月68%，9月和10月高達79%，是中國日照最充足的城市之一。
| 1981−2010年间哈密市的平均气象数据                     | 1981−2010年间哈密市的平均气象数据 | 1981−2010年间哈密市的平均气象数据 | 1981−2010年间哈密市的平均气象数据 | 1981−2010年间哈密市的平均气象数据 | 1981−2010年间哈密市的平均气象数据 | 1981−2010年间哈密市的平均气象数据 | 1981−2010年间哈密市的平均气象数据 | 1981−2010年间哈密市的平均气象数据 | 1981−2010年间哈密市的平均气象数据 | 1981−2010年间哈密市的平均气象数据 | 1981−2010年间哈密市的平均气象数据 | 1981−2010年间哈密市的平均气象数据 | 1981−2010年间哈密市的平均气象数据 |
| 月份                                                  | 1月                               | 2月                               | 3月                               | 4月                               | 5月                               | 6月                               | 7月                               | 8月                               | 9月                               | 10月                              | 11月                              | 12月                              | 全年                              |
| ----------------------------------------------------- | --------------------------------- | --------------------------------- | --------------------------------- | --------------------------------- | --------------------------------- | --------------------------------- | --------------------------------- | --------------------------------- | --------------------------------- | --------------------------------- | --------------------------------- | --------------------------------- | --------------------------------- |
| 平均高温 °C（°F）                                     | −2.6 (27.3)                       | 4.5 (40.1)                        | 13.1 (55.6)                       | 21.8 (71.2)                       | 28.3 (82.9)                       | 32.9 (91.2)                       | 34.6 (94.3)                       | 33.3 (91.9)                       | 28.0 (82.4)                       | 19.1 (66.4)                       | 8.0 (46.4)                        | −1.4 (29.5)                       | 18.3 (64.9)                       |
| 日均气温 °C（°F）                                     | −9.8 (14.4)                       | −3.3 (26.1)                       | 5.3 (41.5)                        | 13.9 (57.0)                       | 20.5 (68.9)                       | 25.1 (77.2)                       | 26.8 (80.2)                       | 24.6 (76.3)                       | 18.2 (64.8)                       | 9.4 (48.9)                        | 0.3 (32.5)                        | −8.0 (17.6)                       | 10.3 (50.5)                       |
| 平均低温 °C（°F）                                     | −15.5 (4.1)                       | −9.8 (14.4)                       | −1.9 (28.6)                       | 6.1 (43.0)                        | 12.2 (54.0)                       | 16.8 (62.2)                       | 18.9 (66.0)                       | 16.7 (62.1)                       | 10.4 (50.7)                       | 2.7 (36.9)                        | −4.9 (23.2)                       | −12.9 (8.8)                       | 3.2 (37.8)                        |
| 平均降水量 mm（）                                     | 1.4 (0.06)                        | 1.4 (0.06)                        | 1.5 (0.06)                        | 2.9 (0.11)                        | 4.0 (0.16)                        | 5.7 (0.22)                        | 9.0 (0.35)                        | 5.7 (0.22)                        | 3.3 (0.13)                        | 4.0 (0.16)                        | 2.9 (0.11)                        | 1.8 (0.07)                        | 43.6 (1.71)                       |
| 平均降水天数（≥ 0.1 mm）                              | 1.7                               | 1.1                               | 1.0                               | 1.5                               | 2.0                               | 3.6                               | 4.4                               | 3.4                               | 2.0                               | 1.4                               | 1.0                               | 1.8                               | 24.9                              |
| 平均相對濕度（％）                                    | 60                                | 46                                | 33                                | 28                                | 33                                | 37                                | 43                                | 44                                | 47                                | 51                                | 55                                | 62                                | 45                                |
| 月均日照時數                                          | 210.4                             | 219.9                             | 267.9                             | 288.3                             | 338.8                             | 329.6                             | 333.4                             | 323.3                             | 296.9                             | 270.6                             | 216.5                             | 189.5                             | 3,285.1                           |
| 可照百分比                                            | 73                                | 74                                | 73                                | 72                                | 75                                | 72                                | 72                                | 75                                | 79                                | 79                                | 74                                | 68                                | 74                                |
| 来源：中国气象局（1971−2000年间的降水天数和日照数据） |                                   |                                   |                                   |                                   |                                   |                                   |                                   |                                   |                                   |                                   |                                   |                                   |                                   |

## 資源
哈密水资源主要以天山冰雪和地下水为主，地表水和浅层水资源为16.96亿立方米，其中地表径流量8.7亿立方米，地下水可开采量8.2亿立方米。截至2015年，哈密可垦地500万亩，已开垦110万亩。天然草场面积6290.4万亩，可利用草场5850万亩。植物种类有96科、28种；被子植物门89科、1460种，盛产小麦、玉米、棉花、葡萄、苹果、梨等，以哈密瓜和哈密大枣為著名。主要牲畜种类有牛、羊、驴、马、骆驼等，其中以巴里坤马和伊吾马為著名。山区戈壁栖息着雪豹、雪鸡、天鹅、马鹿、野驴、黄羊、野猪、野骆驼等野生动物，生长有贝母、党参、柴胡、雪莲、麻黄、甘草等野生中草药。全市森林覆盖率0.68%。
哈密矿产资源丰富，至2008年，已探明各类矿种76种，储量居全疆第一位的有17种。资源保有储量潜在价值20589.78亿元。哈密煤炭预测资源量5708亿吨，其中已探明资源量420.84亿吨。石油和天然气资源主要分布在哈密红台区域和巴里坤三塘湖盆地。红台区域油气田预测天然气储量500多亿立方米，探明储量200多亿立方米，可采储量130多亿立方米。铜资源探明儲量65萬噸，预测资源量超过1000万吨。镍矿探明资源储量91.97万金属吨，预测资源量1584万金属吨。铁矿预测资源量22.1亿吨，探明储量3.8亿吨，保有资源储量2.44亿吨。芒硝保有储量8902.3万吨，湖盐探明资源量5907万吨，钾盐探明资源量超过170万吨。

## 政治

### 现任领导
| 机构     | · 中国共产党 · 哈密市委员会 | 哈密市人民代表大会 常务委员会 | 哈密市人民政府         | · 中国人民政治协商会议 · 哈密市委员会 |
| 职务     | 书记                        | 主任                          | 市长                   | 主席                                  |
| -------- | --------------------------- | ----------------------------- | ---------------------- | ------------------------------------- |
| 姓名     | 孙涛                        | 宁雪松                        | 吾拉木江·热依木        | 王毅                                  |
| 民族     | 汉族                        | 汉族                          | 维吾尔族               | 汉族                                  |
| 籍贯     | 山东省莱州市                | 河南省舞阳县                  | 新疆维吾尔自治区温宿县 |                                       |
| 出生日期 | 1974年11月（50歲）          | 1963年4月（61歲）             | 1970年9月（54歲）      | 1962年11月（62歲）                    |
| 就任日期 | 2022年5月                   | 2023年1月                     | 2022年2月              | 2019年1月                             |

### 历任领导
| 市委书记 - 刘剑（2016年5月－2017年2月） - 卢蜀江（2017年2月－2018年11月） - 李成辉（2018年11月－2022年5月） - 孙涛（2022年5月－） | 市长 - 祖木热提·吾布力（2016年5月－2021年2月） - 吾拉木江·热依木（2022年2月－） |

### 行政区划
哈密市下辖1个市辖区、1个县、1个自治县。
- 市辖区：伊州区
- 县：伊吾县
- 自治县：巴里坤哈萨克自治县

该市全境皆为边境管理区，非本地居民须办理通行证件方可前往。

## 人口
2022年初全市常住人口67.0万人，其中：城镇常住人口48.4万人。城镇化率为72.2%，比上年末提高0.7个百分点。全年出生人口0.38万人，出生率5.65‰；死亡人口0.37万人，死亡率为5.53‰；自然增长率为0.12‰。
根据2020年第七次全国人口普查，全市常住人口为673,383人。同第六次全国人口普查的572,400人相比，十年共增加了100,983人，增长17.64%，年平均增长率为1.64%。其中，男性人口为357,092人，占总人口的53.03%；女性人口为316,291人，占总人口的46.97%。总人口性别比（以女性为100）为112.9。0－14岁的人口为105,505人，占总人口的15.67%；15－59岁的人口为468,608人，占总人口的69.59%；60岁及以上的人口为99,270人，占总人口的14.74%，其中65岁及以上的人口为69,271人，占总人口的10.29%。居住在城镇的人口为481,690人，占总人口的71.53%；居住在乡村的人口为191,693人，占总人口的28.47%。

### 民族
常住人口中，汉族人口396955人，占总人口的69.35%，各少数民族人口175445人，占总人口的30.65%。
| 民族名称                | 汉族   | 维吾尔族 | 哈萨克族 | 回族  | 蒙古族 | 满族 | 藏族 | 土族 | 土家族 | 东乡族 | 其他民族 |
| ----------------------- | ------ | -------- | -------- | ----- | ------ | ---- | ---- | ---- | ------ | ------ | -------- |
| 人口数                  | 396955 | 101713   | 51201    | 17117 | 2028   | 1175 | 576  | 396  | 224    | 188    | 827      |
| 占总人口比例（%）       | 69.35  | 17.77    | 8.94     | 2.99  | 0.35   | 0.21 | 0.10 | 0.07 | 0.04   | 0.03   | 0.14     |
| 占少数民族人口比例（%） | ---    | 57.97    | 29.18    | 9.76  | 1.16   | 0.67 | 0.33 | 0.23 | 0.13   | 0.11   | 0.47     |

## 交通
- 312国道过境。
- 兰新铁路、兰新高铁、临哈铁路：哈密站
- 哈密机场

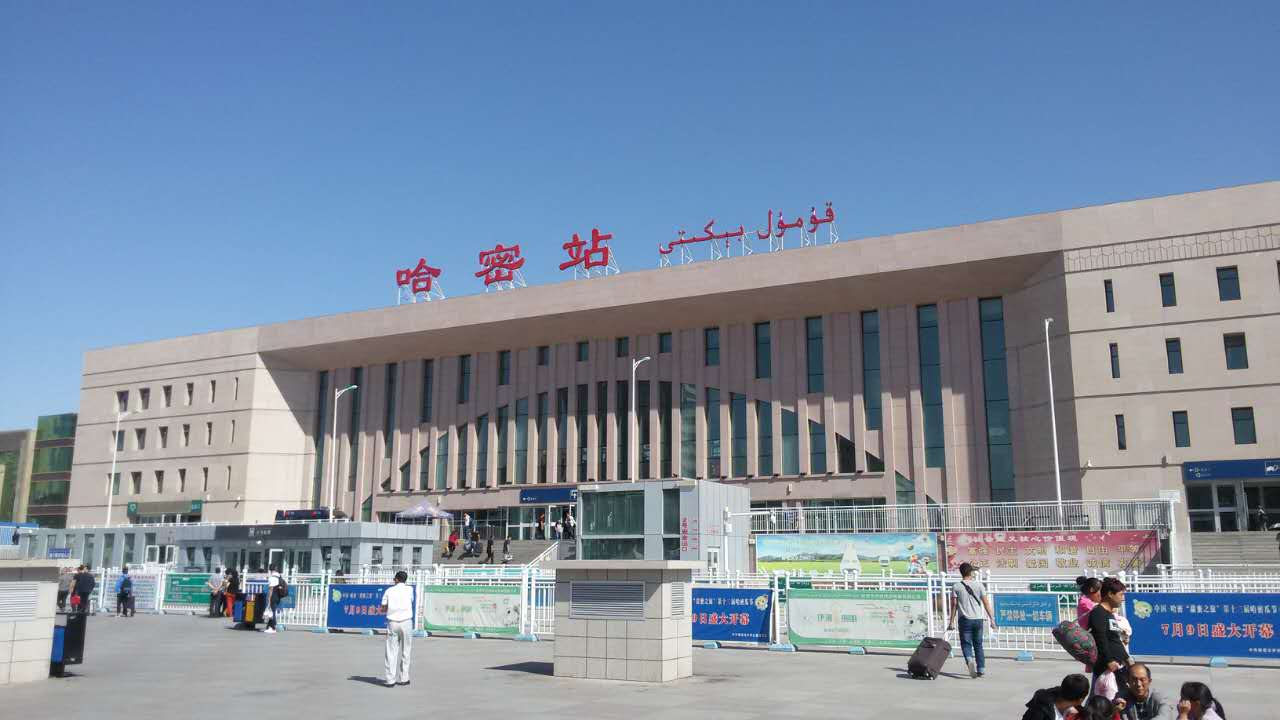
哈密站

2013年，哈密铁路货运量1482.3万吨，公路货运量1638万吨，民航货物吞吐量218.7吨，铁路客运量186.69万人次，公路客运量571万人次，民航旅客吞吐量18.06万人次，公路里程7230.3公里，其中普通公路5040.3公里，高速公路400.0公里，各类民用车辆拥有量17.58万辆，其中私人车辆拥有量14.02万辆。

## 全国重点文物保护单位
- 白杨沟佛寺遗址
- 大河古城
- 焉不拉克古墓群
- 五堡墓群
- 哈密回王墓
- 岳公台—西黑沟遗址群
- 石人子沟遗址群
- 哈密境内烽燧遗址
- 拜其尔墓地

## 特产
- 哈密瓜：中国地理标志产品。
- 哈密大枣：中国地理标志产品。